# Râul Drăgoiu
Râul Drăgoiu este un curs de apă, afluent al râului Strâmbu. 

## Hărți
- Harta turistică Munții Ciucaș
- Harta Munții Ciucaș  Arhivat în 30 martie 2010, la Wayback Machine.
- Harta Masivul Ciucaș
- Harta județul Brașov